# Источники по генеалогии российского дворянства
Источники по генеалогии российского дворянства — опубликованные научные труды, энциклопедии, биографические справочники и иные работы по генеалогии, гербоведению и смежным дисциплинам позволяющие: заниматься изучением и составлением родословных, выяснением происхождения отдельных родов, семей и лиц, выявлением их тесных связей в единстве с установлением основных биографических фактов и данных о деятельности, социальном статусе и собственности этих лиц,  документы дающих обзор дворянских родов, гербов  и.т.д.
Началом развития отечественной научной генеалогии можно считать конец XVIII века, когда появились 1-й генеалогический источник  — Бархатная книга Николая Ивановича Новикова и 1-е генеалогические труды: Матвей Григорьевич Спиридова, Ювеналия Воейкова и других.  С выходом в свет родословных справочников  П.В. Долгорукова, В.В. Руммеля и В.В. Голубцова, кн. А.Б. Лобанова-Ростовского, генеалогия заняла прочное место в ряду отечественных вспомогательных исторических дисциплин. Расцвет генеалогии в России приходится на конец XIX- начало XX столетий. В учебных заведениях читаются первые курсы по генеалогии Леонида Михайловича Савелова "Лекции по генеалогии", являющийся практически единственным сколько-нибудь полным учебным пособием по генеалогии. Создаются генеалогические общества, издававшие свои труды. В Петербурге существовало Русское Генеалогическое Общество (с 1897-1920-х), первым председателем которого являлся Великий князь Георгий Михайлович. Общество издавало "Известия" (вышло 4 тома в 1900-1911). В Москве (с 1904-1922) работало Историко-Родословное Общество, где председатели Л.М. Савелов, Николай Петрович Чулков, издававшее свою "Летопись" (всего 44 выпуска в 1905-1915). Наиболее крупным библиографическим указателем по дворянской генеалогии остается указатель, созданный Л.М. Савеловым и опубликованный 2-м изданием в Острогожске (1897).
В России, после революции (1917), традиция генеалогических исследований не прерывалась. Обзоры генеалогической литературы за советский период описала доктор исторических наук Маргарита Евгеньевны Бычкова в работе “Генеалогия в советской исторической литературе.  Вспомогательные исторические дисциплины”.  Р.Г. Красюков “Обзор русской советской литературы по генеалогии за 70 лет (1917-1987)” и многие другие издания.

## Список источников по генеалогии
| Автор                                                                | Название издания/Аннотация |
| -------------------------------------------------------------------- | --- |
| Арсеньев В. С.                                                       | Род дворян Арсеньевых 1389—1901. Тула, 1903//История по генеалогии дворянского рода Арсеньевых |
|                                                                      | Архив Юго-Западной России. Том I. Часть IV. Акты о происхождении шляхетский родов в Юго-Западной России. Киев. Типография Е. Федорова. 1867. |
|                                                                      | Акты издаваемые Виленской комиссией для разбора древних актов. Том XXIV. Акты о боярах. Вильна. Типогр: А. Г. Сыркина. 1897. |
| Антонов А. В.                                                        | Памятники истории русского служилого сословия. — М.: Древлехранилище. 2011. ISBN 978-5-93646-176-7//Издание содержит текст родословной книги конца XVII века с росписями виднейших родов того времени, ам также списки погибших на полях сражений в конце XIV начале XVII веков, синодик опальных Ивана Грозного. |
| Антонов А. В.                                                        | Акты служилых землевладельцев XV — начала XVII века. Т. I—IV. М., Изд. Древлехранилище. 2008 ISBN 978-5-93646-123-1//Публикации древнейших актовых источников, восходящих к частным архивам русских служилых людей. |
| Антонов А. В.                                                        | Родословные росписи конца XVII века. Изд. М.: Рос.гос.арх.древ.актов. Археогр. центр. Вып. 6. 1996. ISBN 5-86169-011-1 (Т.6). ISBN 5-028-86169-6//Родословные росписи дворянских фамилий составленные после отмены местничества и представленные в Палату родословных дел в конце XVII века. |
| А. В. Антонов. В. Ю. Беликов. А. Берелович. В. Д. Назаров. Э. Тейро. | Записные вотчинные книги Поместного приказа 1626—1657. М. Древлехранилище. 2010. РГАДА. ISBN 978-5-93646-163-7//Описание комплекса записных вотчинных книг Поместного приказа 1626—1657. Массовый характер сделок, фиксируемый книгами и отражение в них сведений по землевладению и генеалогии широких слоёв служилых сословий Московского государства XVII века. |
| Барсуков А. П.                                                       | Список трудов указан на странице в Википедии. |
| Барсов Е. В.                                                         | Список трудов указан на странице в Википедии. |
| Баумгартен Н. А.                                                     | Список трудов указан на странице в Википедии. |
| Бычкова М. Е.                                                        | Список трудов указан на странице в Википедии. |
| Баскаков Н. А.                                                       | Русские фамилии тюркского происхождения//Список трудов указан на странице в Википедии. |
| Боярские книги                                                       | Алфавитный указатель фамилий и лиц, упоминаемых в Боярских книгах, хранящихся в I-ом отделении московского архива министерства юстиции, с обозначением служебной деятельности каждого лица и годов состояния, в занимаемых должностях. М., Типогр: С. Селивановского. 1853//Хронологический и алфавитные перечни лиц записанных в Боярские книги, указаны года нахождения в должности. |
| Бархатная книга                                                      | Родословная книга князей и дворян российских и выезжих…, которая известна под названием Бархатной книги. Ч. 1-2. М., 1787//Издание Н. И. Новикова Родословной книги, созданной по указу царя Фёдора Алексеевича, в основу которой был положен текст Государева Родословца (1682). Напечатано не по подлиннику, хранящемуся в Герольдии, а по «самовернейшим спискам» — по Г. Ф. Миллеру. Включает в себя родословия Великих князей российских, удельных князей, «которые на уделах были и пошли от Великих князей» (черниговских, рязанских, тверских, суздальских, ростовских, смоленских, ярославских), астраханских царей и князей крымских, татарских, литовских и других. |
| Бантыш-Каменский Д.Н                                                 | Список трудов указан на странице в Википедии. |
| Берх В. Н.                                                           | Список трудов указан на странице в Википедии. |
| Бобринский А. А.                                                     | Список трудов указан на странице в Википедии. |
| Борисов И. В.                                                        | Дворянские гербы России: опыт учёта и описание XI—XXI частей «Общего Гербовника дворянских родов Всероссийской империи». М., ООО Старая Басманная. Тип: Форгрейфер. 2011 ISBN 978-5-904043-45-2. |
| Богомолов С. И.                                                      | Российский книжный знак. 1700—1918. Изд. Минувшее. Изд. 2-е. М., 2010. ISBN 978-5-902073-77-2//Труд известного исследователя и коллекционера является своеобразной энциклопедией российского книжного знака (экслибри)). |
| Бычков Ф. А.                                                         | Родословная рода князей и дворян Бычковых-Ростовских. СПб. 1880. |
| Бороздин К. М.                                                       | Список трудов указан на странице в Википедии. |
| Веселовский С. Б.                                                    | Список трудов указан на странице в Википедии. |
| Винклер П. П.                                                        | Список трудов указан на странице в Википедии. |
| Власьев Г.А.                                                         | Список трудов указан на странице в Википедии. |
| Головин Н.                                                           | Родословная роспись потомков великого князя Рюрика. М. 1851//Поколенная роспись 22 колен потомков Рюрика. Именной указатель. |
|                                                                      | Общий Гербовник дворянских родов Всероссийской Империи//Сост: П. А. Дружинин. Общий Гербовник Дворянских Родов. Части I—X. М., Изд. Трутень. 2009. ISBN 978-5-904007-02-7. |
| Демидов П. А.                                                        | Родословная рода Демидовых, их благотворительная деятельность и медали в память их рода. Житомир, 1910//Подробная поколенная роспись рода Демидовых с XVI века, биография членов рода. Генеалогическая таблица, из которой видна связь рода Демидовых с родом Лопухиных и переход титула этой фамилии к Демидовым. Описание внешнего вида медалей в честь рода Демидовых. Именной указатель. |
|                                                                      | Дворянские роды Российской Империи. Т. 1. СПб. 1993. Т. 2-4. М. 1994—1998//Четыре тома посвящены генеалогии княжеских фамилий Российской Империи. Родословные таблицы и сведения о наиболее значительных представителях родов. |
| Долгоруков П. В.                                                     | Список трудов указан на странице в Википедии. |
| Дурасов В. А.                                                        | Родословная книга Всероссийского дворянства. Ч. 1. СПб. 1906//Собрание родословных росписей титулованных родов Российского дворянства. |
| Дурасов В. А.                                                        | Гербовник Всероссийского дворянства. С-Пб. 1906 //Гербовник Всероссийского дворянства. В. А. Дурасова. Ред: Воскресный день. М. 2016. ISBN 978-5-77-93-4883-6. |
| Ермолов А. С.                                                        | Род Ермоловых. М. 1913//Поколенная родословная рода Ермоловых с описанием герба и приложением списка дворян Ермоловых, не вошедших в общую поколенную роспись, а также генеалогической таблицы рода и документов, подтверждающих права на земельные владения. Алфавитный указатель и указатель поместий, вотчин, имений, принадлежащих членам рода. |
| Ельчанинов И.Н.                                                      | Список работ указан на странице в Википедии. |
| Зимин А. А.                                                          | Список работ указан на странице в Википедии. |
| Карнович Е. П.                                                       | Список работ указан на странице в Википедии. |
| Князев А. Т.                                                         | Гербовник Анисима Титовича Князева 1785 года. Издание С. Н. Тройницкий 1912. М. Изд. «Старая Басманная». 2008. ISBN 978-5-904043-02-5. |
| Каменцева Е. И. Наумов О. Н. В. К. Лукомский                         | Жизнь и деятельность. Биобиблиографический указатель. М. 1994//Аннотированный список трудов В. К. Лукомского, известного специалиста в области геральдики и генеалогии. |
| Каменский А.Б.                                                       | Список трудов указан на странице в Википедии. |
| Кром М. М.                                                           | Список трудов указан на странице в Википедии. |
| Кобеко Д. Ф.                                                         | Список трудов указан на странице в Википедии. |
| Лихачёв Н. П.                                                        | Список трудов указан на странице в Википедии. |
| Лукомский В. К.                                                      | Список трудов указан на странице в Википедии. |
| Модзалевский В. Л.                                                   | Список трудов указан на странице в Википедии. |
| Миллер Г. Ф.                                                         | Известия о дворянах российских//Список трудов указан на странице в Википедии. |
| Мерников А. Г.                                                       | Геральдика России: полная иллюстрированная энциклопедия. М. Изд: Мир энциклопедий Аванта +. 2008. 512 стр. ISBN 978-5-98986-210-8. |
| Милорадович А. Г.                                                    | Родословная книга Черниговского дворянства. Том II. Части III—VI и приложения. СПб. Изд: СПб Губернская типография. 1901. Часть 5. |
| Нелидов Ю. А.                                                        | О потомстве барона Петра Павловича Шафирова // Русский Евгенический журнал. Т. 3. Вып. 1. М.; Л. 1925//Исследование потомства Шафирова от его дочерей по всем линиям. |
| Петров П. Н.                                                         | Список работ указан на странице в Википедии. |
| Платонов С.Ф.                                                        | Список работ указан на странице в Википедии. |
| Половцев А. А.                                                       | Русский биографический словарь. Тип. Тов. «Общественная польза». СПб. 1905. |
| Руммель В. В., Голубцов В. В.                                        | Родословный сборник русских дворянских фамилий. Т. 1-2. СПб. 1886—1887//Поколенные росписи 130 дворянских родов. Именной указатель и список использованных источников. |
|                                                                      | Русская родословная книга. Издание: Русской Старины. СПб., Типография министерства путей сообщения. 1873. |
|                                                                      | Ряжская энциклопедия. Именной и географический указатели// Материалы и исследования по рязанскому краеведению. Рязань. 2008—100 стр. |
| Савелов Л. М.                                                        | Родословные записи Леонида Михайловича Савёлова.//Список работ указан на странице в Википедии. |
|                                                                      | Синодик опальных Ивана Грозного. |
|                                                                      | Список опричников Ивана Грозного. СПб, 2003. Изд. Российская национальная библиотека.//Список опричников Ивана Грозного с указанием их служб и «Жалования окладом» в 1573//Приводится список выявленных опричников с указанием служб, владения поместьями. |
|                                                                      | Списки титулованным родам и лицам Российской империи. Издание Департамента герольдии Правительствующего Сената. Тип: Правительствующего Сената. СПб. 1892. |
|                                                                      | Систематические списки боярам, окольничим и думным дворянам с 1408 года до уничтожения сих чинов. СПб. Изд: тип. Х. Гинце. 1833. |
| Спиридов М. Г.                                                       | Список работ указан на странице в Википедии. |
| Татищев С. С.                                                        | Список работ указан на странице в Википедии. |
| Ульяновский Д. Б.                                                    | Библиографическое описание. Т. 1-3. М. 1915//Материалы по генеалогии дворянства по областям и губерниям, родословию дворянских фамилий, геральдике, родословным материалам, касающимся не дворянских фамилий (более 650 росписей). Указатель авторов и росписей. Является дополнением к справочнику Л. М. Савелова. |
| Фролов Н. В.                                                         | Владимирский родословец. Вып. 1. Ковров, 1996//Краткий обзор фондов Государственного архива Владимирской области применительно к изучению генеалогии владимирского дворянства и поколенные росписи 30 родов владимирского дворянства. |
| Хитрово В. Н.                                                        | Родословная книга рода Хитрово. СПб. 1866//Поколенная роспись рода Хитрово с XV в. до XIX в. со сведениями о представителях рода и документах, на основании которых они включены в родословную. Алфавитный указатель мужских имен родословной книги рода Хитрово. |
| Хоруженко О. И.                                                      | Именные тамги русского дворянства. Екатеринбург. Изд: Волот. 2003. |
| Хмыров М. Д.                                                         | Список работ указан на странице в Википедии. |
| Чернопятов В. И.                                                     | Список работ указан на странице в Википедии. |
| Цепков А. И.                                                         | Свод письменных источников по истории Рязанского края XIV—XVII веков. Изд: Александрия. Рязань. 2005. Том. I—III. ISBN 5-94460-016-0// ISBN 5-94460-017-9// ISBN 5-94460-018-7 |
| Чижков А. Б.                                                         | Подмосковные усадьбы. М. 2006. Изд. 3-е. доп. ISBN 5-8125-0763-5//Рязанские усадьбы. М. Изд. Высшая школа. 2013. ISBN 978-5-902093-75-6//Каталоги дают сведения о 941 усадьбе по алфавиту, приводятся владельцы усадеб, описание снабжено архивными и библиографическими ссылками, планами и фотографиями, указаны архитекторы, зафиксировано их современное состояние. |
| Шахматов В. А.                                                       | Генеалогические заметки//Пропуски и ошибки у кн. А. Б. Лобанова-Ростовского о родах Всеволжских, Ланских, Чертковых, Неклюдовых, Соймоновых, Спешневых, Москотиньевых, Свойтиновых, Внуковых, Богдановых, Сапоговых, Вышеславцевых, Нечаевых, Алебразанцевых-Нечаевых. (Рукопись). |
| Шереметева Е. П.                                                     | Остафьево. Материалы о прежних владельцах и к родословию кн. Вяземских. М. Синод. тип. 1906. |
| Шахматов А. А.                                                       | Список работ указан на странице в Википедии. |
| Экземплярский А. В.                                                  | Список работ указан на странице в Википедии. |
| Эскин Ю. М.                                                          | Очерки истории местничества в России XVI—XVII веков. РГАДА. М. Изд. Квадрига. 2009. ISBN 978-5-904162-06-1//Историческое исследование посвящено уникальному социальному институту, приводятся местнические дела (184) из Разрядного приказа, архивы и записи служб предков, сведения об официальных документах и др.//Список местнических дел. |
|                                                                      | Энциклопедический словарь Брокгауза и Ефрона в 86 т. (82 т. и 4 доп). СПб. 1890—1907. |
|                                                                      | Энциклопедия царей и императоров. Россия IX—XX века. Изд: Рооса. 2007. ISBN 978-5-91926-025-7 |
| Юреневы Г. Н. и Н. А.                                                | Род Юреневых. Генеалогическая роспись с XIV по XX столетие. Историко-биографические сведения по архивным документам. СПб. 1903//Поколенная роспись Коломенско-Великолуцкой линии рода Юреневых с XV по XX вв. с историко-биографическими сведениями о каждом представителе рода, внесенном в родословную роспись. Изображение герба и его описание. |
| Ювеналий (Воейков)                                                   | Список работ указан на странице в Википедии. |
| Яблочков М. Т.                                                       | Список работ указан на странице в Википедии. |